# Fred Leslie
Fred Weldon Leslie (Ancón, 19 dicembre 1951) è un ex astronauta statunitense.
Ha partecipato alla missione STS-73 dello Space Shuttle.